# Linn Nilsson
Linn Nilsson, född 15 oktober 1990, är en svensk friidrottare (medeldistanslöpare) som tävlar för klubben Hälle IF.

## Personliga rekord
| Utomhus - 800 meter – 2:03,79 (Karlstad 25 juli 2017) - 1 000 meter – 2:42,25 (Kalmar 12 augusti 2014) - 1 500 meter – 4:08,47 (Dublin, Irland 12 juli 2017) - 3 000 meter – 8:57,89 (Sollentuna 28 juni 2018) - 5 000 meter – 15:18,14 (Palo Alto, Kalifornien USA 3 maj 2018) - 10 000 meter – 33:48,25 (Tammerfors Finland 1 september 2018) - 10 km landsväg – 34:36 (Oslo, Norge 16 september 2017) | Inomhus - 800 meter – 2:07,16 (Wien, Österrike 31 januari 2015) - 1 000 meter – 2:56,59 (Mankato, Minnesota USA 6 februari 2010) - 1 500 meter – 4:07,71 (Toruń, Polen 15 februari 2018) - 1 engelsk mil – 4:33,07 (Stockholm 17 februari 2016) - 3 000 meter – 8:58,31 (Eaubonne, Frankrike 9 februari 2018) |